# آیداهو فالز (آیداهو)
آیداهو فالز (به انگلیسی: Idaho Falls) شهری در شهرستان بونوویل ایالت آیداهو است که جمعیت آن در سرشماری سال ۲۰۱۰ میلادی ۵۶٬۸۱۳ نفر بوده است.

## نگارخانه

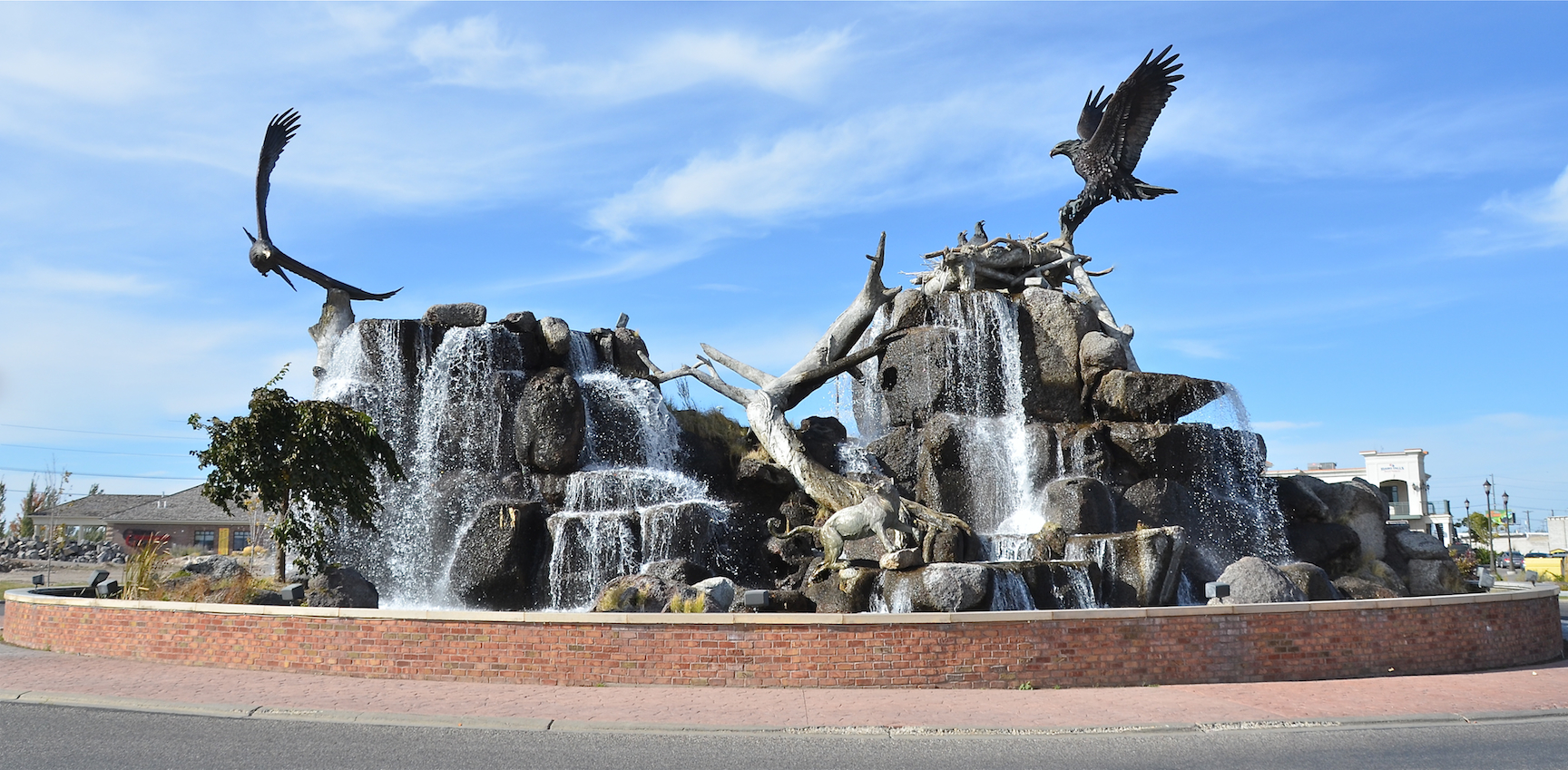
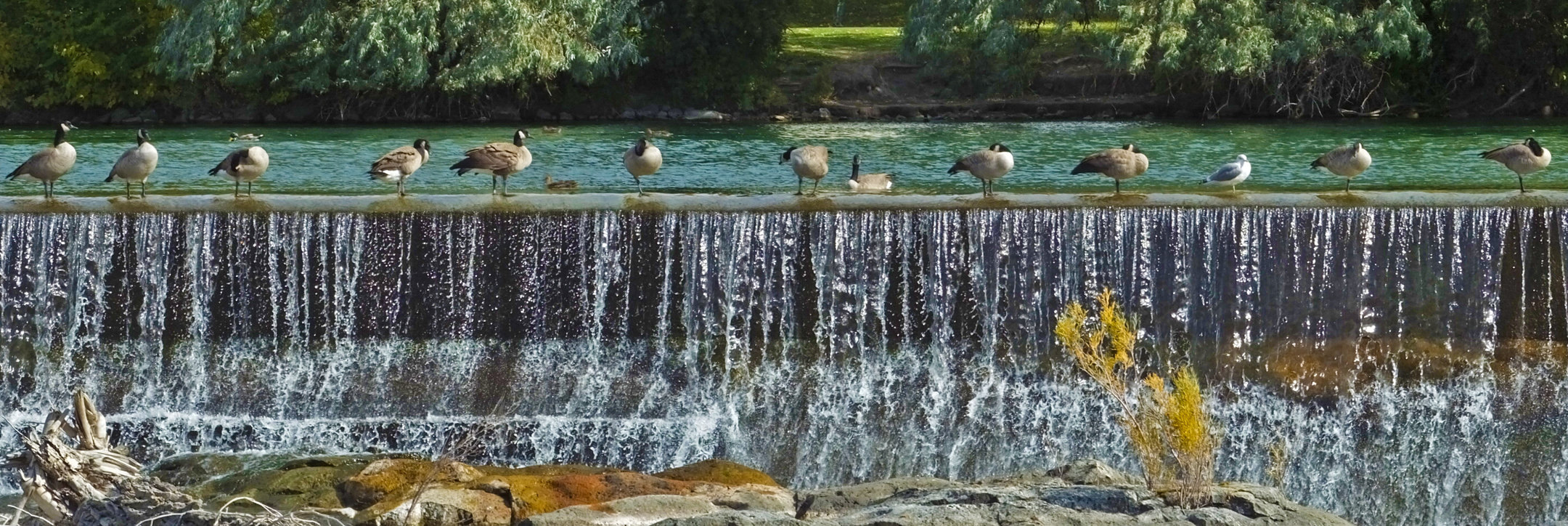
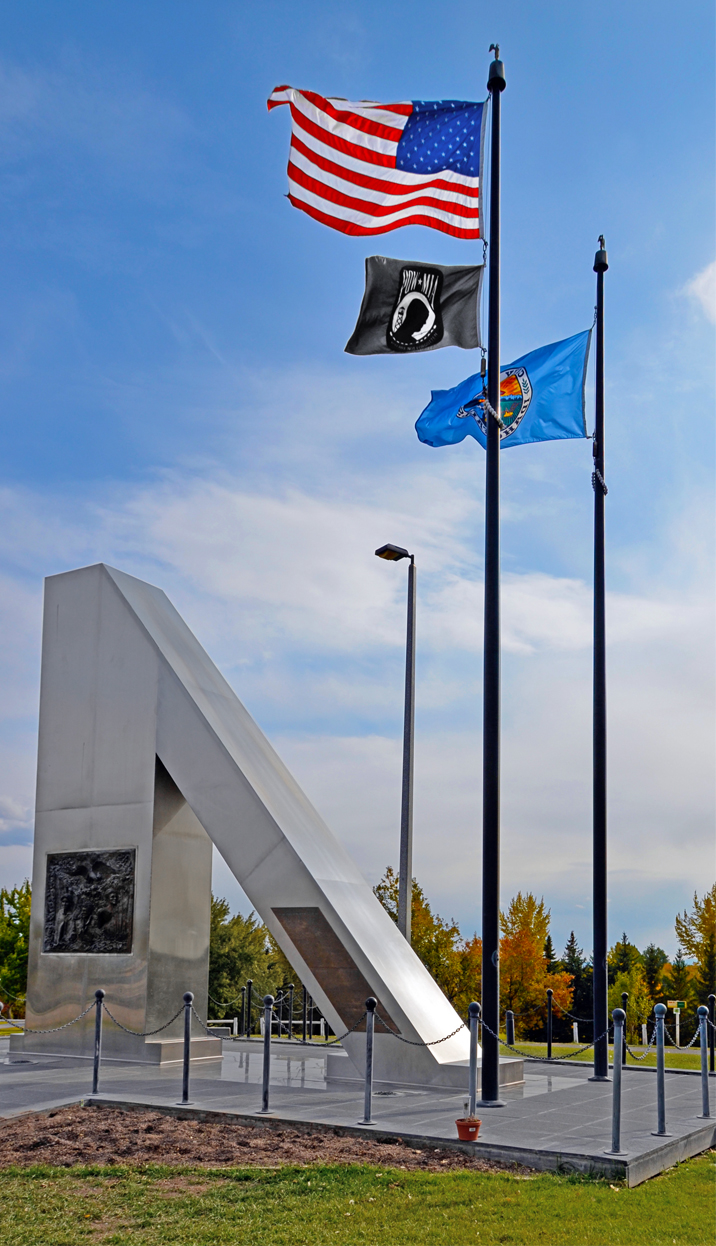
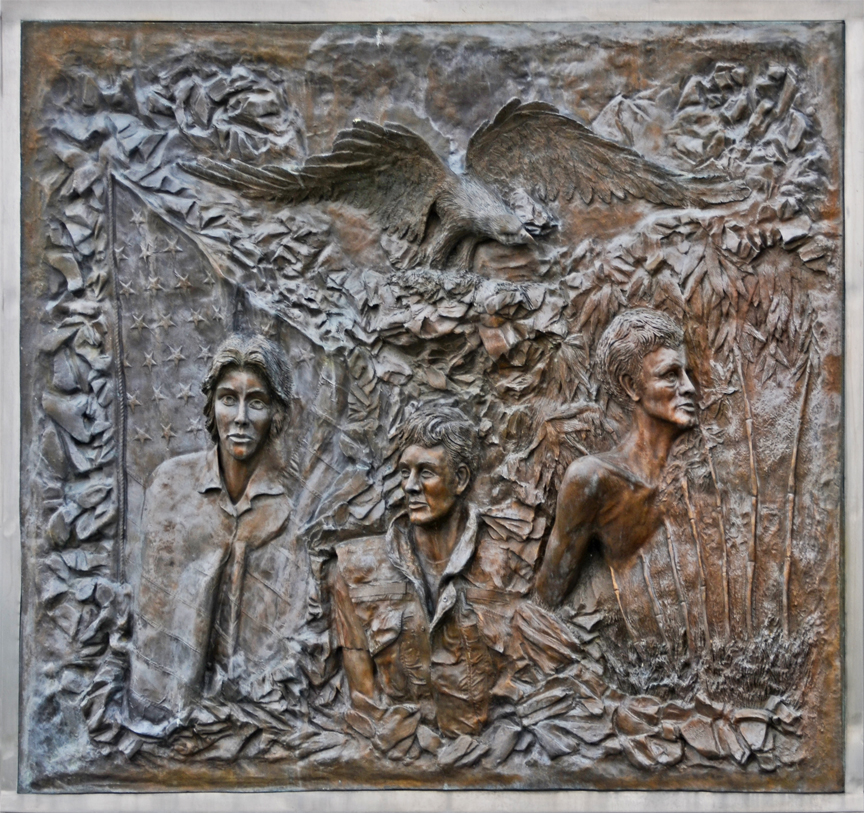
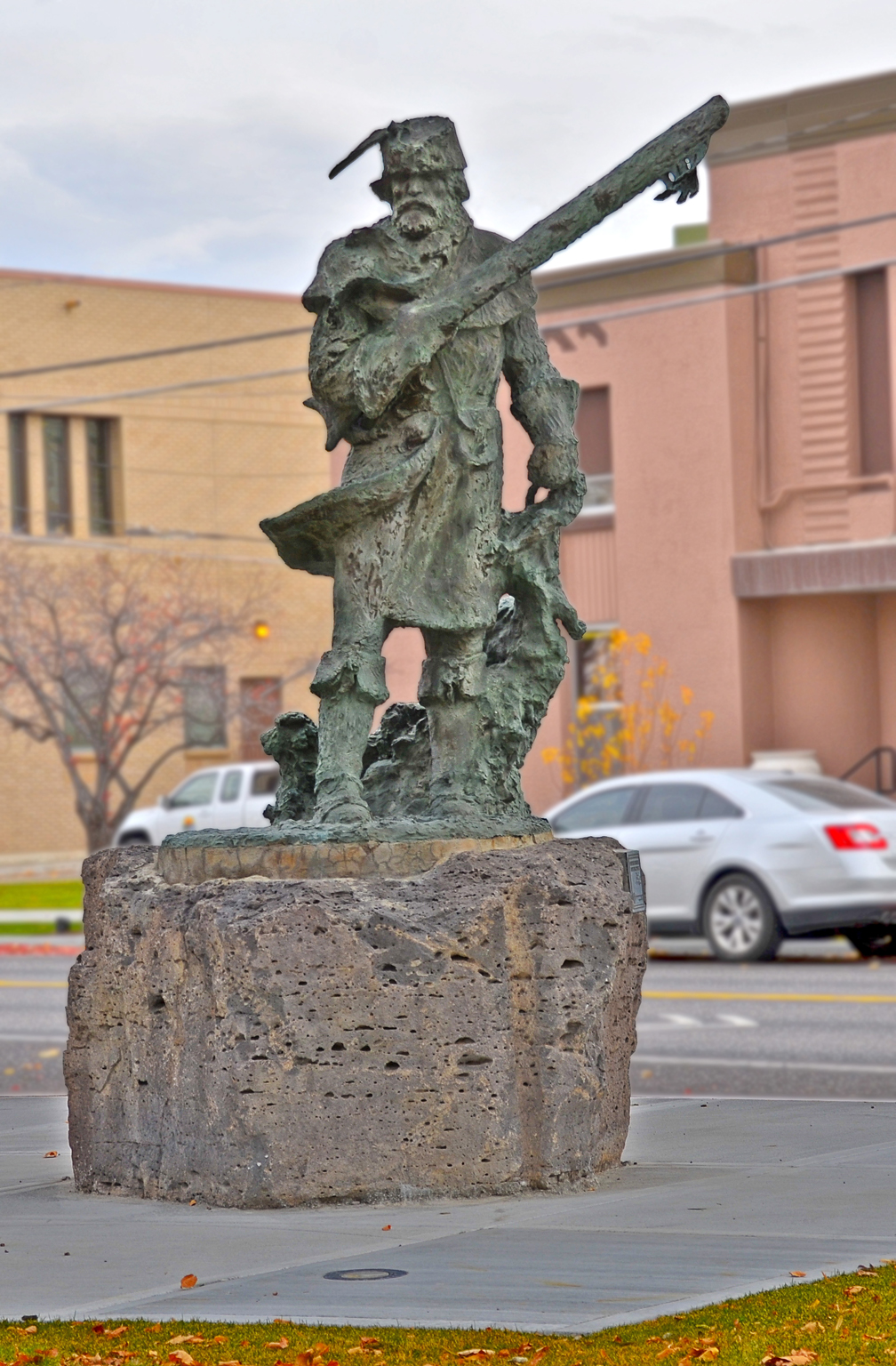
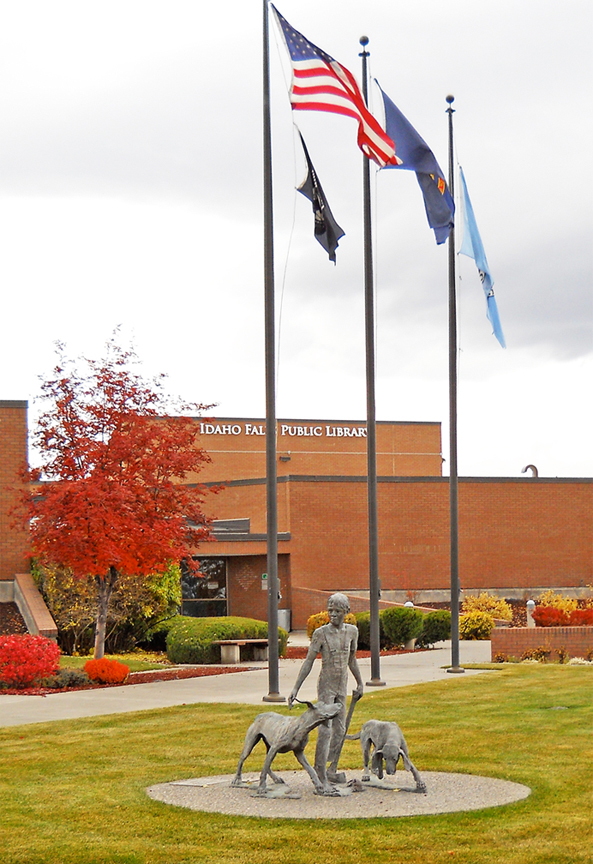